# Mistrzostwa NCAA Division I w Zapasach w 1978
Mistrzostwa NCAA Division I w zapasach rozgrywane były w College Park w dniach 16–18 marca 1978 roku. Zawody odbyły się w Cole Field House, na terenie Uniwersytetu Maryland.

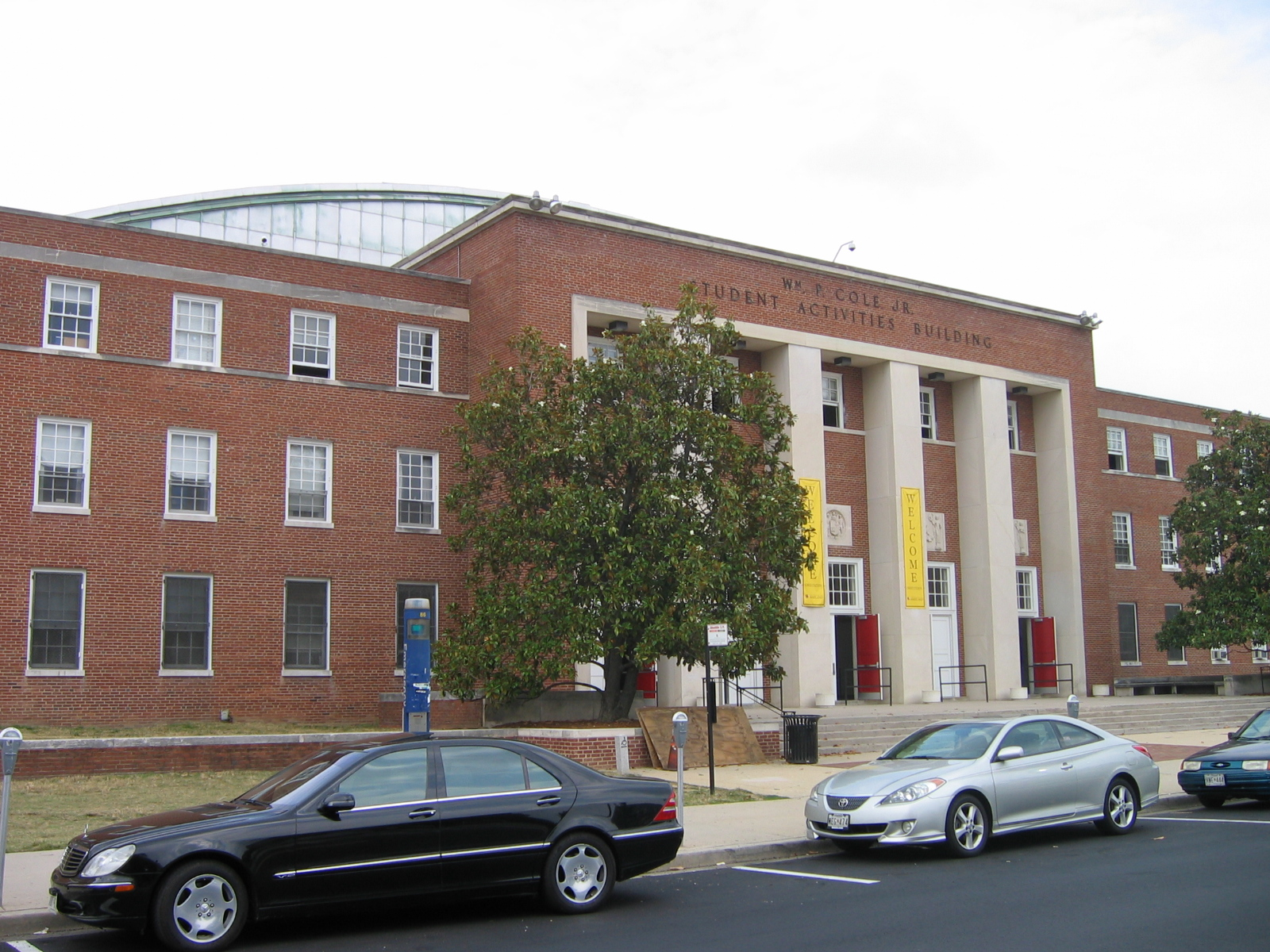
Cole Field House

- Outstanding Wrestler – Mark Churella

## Wyniki

### Drużynowo
| Kolejność | Szkoła                          | Zespół   |
| --------- | ------------------------------- | -------- |
| 1.        | University of Iowa              | Hawkeyes |
| 2.        | Iowa State University           | Cyclones |
| 3.        | Oklahoma State University       | Cowboys  |
| 4.        | University of Wisconsin-Madison | Badgers  |
| 5.        | University of Oklahoma          | Sooners  |
| 6.        | Brigham Young University        | Cougars  |

### All American

#### 118 lb
| Lp. | Zawodnik         | Szkoła                |
| --- | ---------------- | --------------------- |
| 1.  | Andy Daniels     | Ohio                  |
| 2.  | John Azevedo     | Cal State Bakersfield |
| 3.  | Dan Glenn        | Iowa                  |
| 4.  | Gene Mills       | Syracuse              |
| 5.  | Gary Fischer     | California Poly-State |
| 6.  | Mike DeAugustino | Penn State            |

#### 126 lb
| Lp. | Zawodnik      | Szkoła       |
| --- | ------------- | ------------ |
| 1.  | Mike Land     | Iowa State   |
| 2.  | Randy Lewis   | Iowa         |
| 3.  | Kenny Nelson  | Oklahoma     |
| 4.  | Jim Hanson    | Wisconsin    |
| 5.  | Glenn Burkett | Shippensburg |
| 6.  | Jerry Reid    | Columbia     |

#### 134 lb
| Lp. | Zawodnik           | Szkoła                |
| --- | ------------------ | --------------------- |
| 1.  | Ken Mallory        | Montclair State       |
| 2.  | Frank DeAngelis    | Oklahoma              |
| 3.  | Franc Affentranger | Cal State Bakersfield |
| 4.  | Brian Brown        | Franklin & Marshall   |
| 5.  | Mike Chinn         | Louisiana State       |
| 6.  | Rande Stottlemyer  | Pittsburgh            |

#### 142 lb
| Lp. | Zawodnik       | Szkoła        |
| --- | -------------- | ------------- |
| 1.  | Dan Hicks      | Oregon State  |
| 2.  | Andy Rein      | Wisconsin     |
| 3.  | Scott Trizzino | Iowa          |
| 4.  | John Mecham    | Brigham Young |
| 5.  | Mike Moore     | Lock Haven    |
| 6.  | Randy Nielsen  | Iowa State    |

#### 150 lb
| Lp. | Zawodnik      | Szkoła         |
| --- | ------------- | -------------- |
| 1.  | Mark Churella | Michigan       |
| 2.  | Bruce Kinseth | Iowa           |
| 3.  | Dave Schultz  | Oklahoma State |
| 4.  | Joe Zuspann   | Iowa State     |
| 5.  | Tim Jefferies | Arizona State  |
| 6.  | Scott Bliss   | Oregon         |

#### 158 lb
| Lp. | Zawodnik      | Szkoła       |
| --- | ------------- | ------------ |
| 1.  | Lee Kemp      | Wisconsin    |
| 2.  | Kelly Ward    | Iowa State   |
| 3.  | John Janiak   | Syracuse     |
| 4.  | Ron Michaels  | Kent State   |
| 5.  | Dave Becker   | Penn State   |
| 6.  | William Smith | Morgan State |

#### 167 lb
| Lp. | Zawodnik      | Szkoła                |
| --- | ------------- | --------------------- |
| 1.  | Keith Stearns | Oklahoma              |
| 2.  | Paul Martin   | Oklahoma State        |
| 3.  | Scott Heaton  | California Poly-State |
| 4.  | Jim Weir      | John Carroll          |
| 5.  | Brad Hansen   | Brigham Young         |
| 6.  | Mike DeAnna   | Iowa                  |

#### 177 lb
| Lp. | Zawodnik       | Szkoła         |
| --- | -------------- | -------------- |
| 1.  | Mark Lieberman | Lehigh         |
| 2.  | Eric Wais      | Oklahoma State |
| 3.  | Charles Gadson | Iowa State     |
| 4.  | Don Shuler     | Arizona State  |
| 5.  | Bill Teutsch   | Florida        |
| 6.  | Steve Fraser   | Michigan       |

#### 190 lb
| Lp. | Zawodnik        | Szkoła         |
| --- | --------------- | -------------- |
| 1.  | Ron Jeidy       | Wisconsin      |
| 2.  | Frank Santana   | Iowa State     |
| 3.  | Mike Brown      | Lehigh         |
| 4.  | Daryl Monasmith | Oklahoma State |
| 5.  | Howard Harris   | Oregon State   |
| 6.  | Kirk Myers      | Northern Iowa  |

#### UNL
| Lp. | Zawodnik      | Szkoła         |
| --- | ------------- | -------------- |
| 1.  | Jimmy Jackson | Oklahoma State |
| 2.  | John Sefter   | Princeton      |
| 3.  | Bob Golic     | Notre Dame     |
| 4.  | Gary Peterson | Brigham Young  |
| 5.  | John Bowlsby  | Iowa           |
| 6.  | Jeff Blatnick | Springfield    |